# Didemnum pica
Didemnum pica är en sjöpungsart som beskrevs av Enrico Adelelmo Brunetti 2007. Didemnum pica ingår i släktet Didemnum och familjen Didemnidae. Inga underarter finns listade i Catalogue of Life.